# Konall Ketilsson
Konall Ketilsson (n. 918) fue un vikingo y bóndi de Hordaland, Noruega, que emigró a Islandia y fundó un asentamiento en Einarstaður, Suður-Þingeyjarsýsla. Es un personaje de la saga de Reykdæla ok Víga-Skútu, y citado en saga de Njál, y saga de Víga-Glúms.

## Herencia
Se casó con Oddný Einarsdóttir (n. 922), hija de Einar Auðunsson, y de esa relación nacieron cinco hijos:
- Einar Konalsson,
- Þórður (n. 949),
- Vigdís (n. 951),
- Eydís (n. 953) y
- Þórey (n. 955).